# Hilmer Wentz
Oscar Hilmer Wentz, född 27 februari 1894 i Höja socken, Kristianstads län, död 3 september 1984 i Lund, var en svensk präst.
Wentz blev teologie kandidat vid Lunds universitet 1917 och prästvigdes samma år. Han var ungdomssekreterare vid Svenska kyrkans diakonistyrelse i Stockholm 1920–1927, kyrkoadjunkt i Malmö Sankt Petri församling 1927–1932, komminister i Malmö Sankt Pauli församling (1930)1932–1937, vicepastor 1932–1933 och kyrkoherde i Höörs och Munkarps församlingar 1937–1961. Wentz blev prost 1956. Han var ordförande i kyrkofullmäktige och vice ordförande i barnavårdsnämnden 1943–1961, ledamot av Svenska kyrkans diakonistyrelse 1947–1953, dess församlingsutskott 1951–1960, Lunds stiftsråd 1941–1956 och kommittén för utgivande av stiftets herdaminne 1956.